# Leseexemplar
Ein Leseexemplar als Teil einer Marketingstrategie ist die speziell erstellte Druckausgabe einer Buchveröffentlichung, die zur Anschauung Buchhändlern und insbesondere zur Rezension Literaturkritikern meist noch vor Drucklegung der eigentlichen Buchveröffentlichung zugestellt wird. Je nach Größe eines Verlages wird neben anderen Werbemaßnahmen wie Frühjahrs- und Herbstprospekten ein gewisser Anteil einer Buchauflage von vorneherein für Leseexemplare einkalkuliert.

## Ausstattung
Leseexemplare sind meist von geringerer wertiger Ausstattung als die eigentliche Druckausgabe einer Buchveröffentlichung. Zwar entsprechen sie, was Typografie und Satzspiegel etc. angeht, zumeist der späteren Druckausgabe, sie werden jedoch z. B. auf davon abweichend preiswerterem Papier ausgedruckt und lediglich als Paperback ausgeliefert. Großverlage hingegen setzen nicht selten auf Leseexemplare, deren Ausstattung komplett der eigentlichen Buchveröffentlichung – ggf. auch als Hardcover-Ausgabe – entspricht und darüber hinaus im Vorderteil um Informationen zu Werk und Autor ergänzt sind.

## Kennzeichnung
Um einen Vorabverkauf als Hardcover oder Paperback ausgelieferter Leseexemplare außerhalb des offiziellen Buchhandels zu unterbinden, werden diese meist als solche gekennzeichnet. Die Kennzeichnungen sind dabei entweder direkt auf den Bucheinband (Cover) oder/und auf das Vorsatzblatt gedruckt oder auch nur auf dem Cover als mehr oder weniger schwer ablösbare Aufkleber angebracht. Einige Verlage verzichten aber auch ganz auf eine Kennzeichnung, sondern verschicken einen dafür bestimmten Teil der regulären Druckauflage als Leseexemplare.

## Abgrenzungen
Vor allem wenn es wegen einer erwartet hohen Nachfrage dringlich ist und schnell gehen soll, können Rezensenten für „einen ersten Eindruck“ anstelle von Leseexemplaren auch Fahnenausdrucke auf losen oder nur mit Klebebindung zusammengehaltenen Blättern im einfachen DIN-A4-Format anfordern, bei denen zuweilen sogar noch die letzte Korrektur seitens des Lektorats oder/und des Autors aussteht.
Bei E-Book-Ausgaben spricht man in diesem Zusammenhang nicht von Leseexemplaren, sondern z. B. vom Zugänglichmachen eines Gratis-Downloads für Rezensenten.